# دالان ترابری

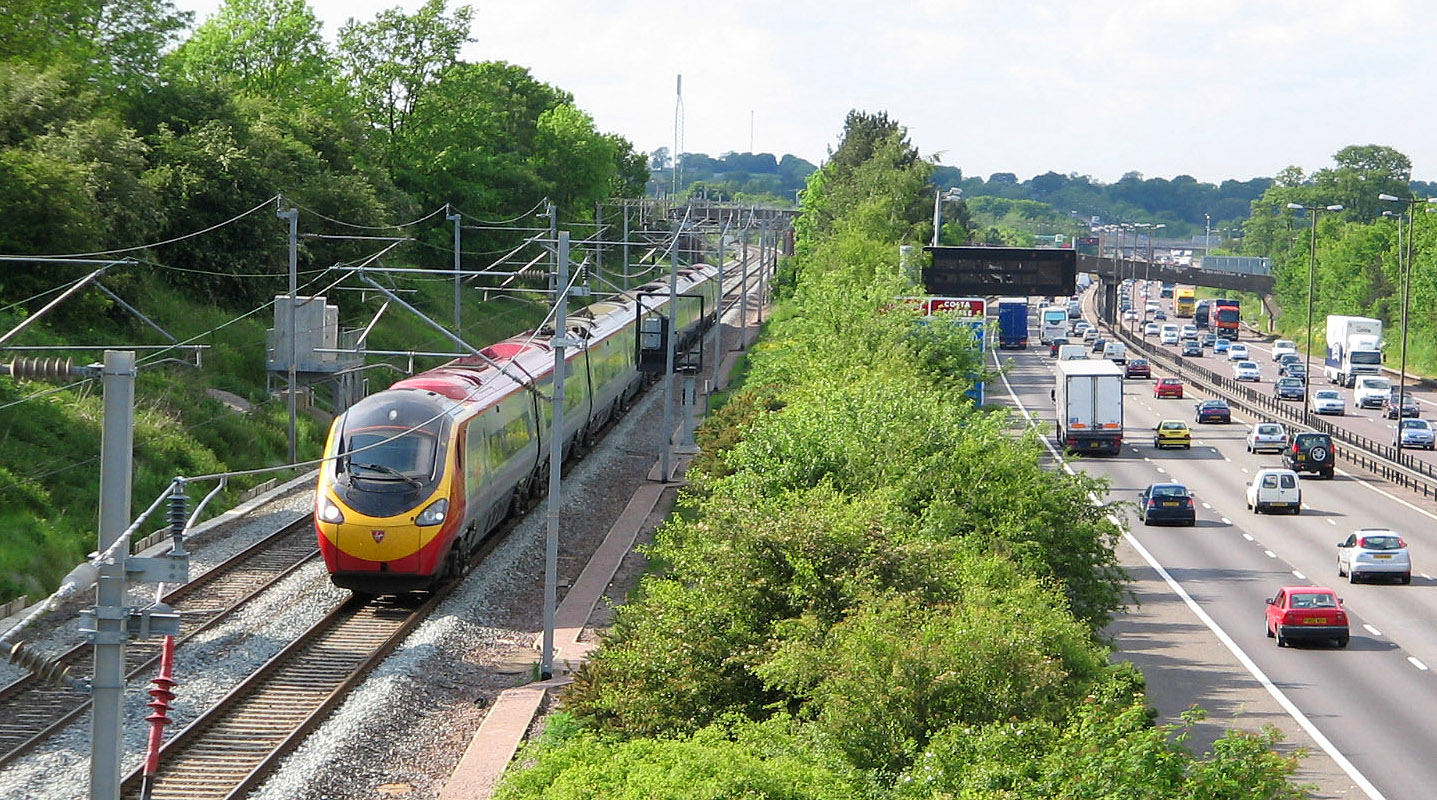
آزادراه ام۱ در کنار خط اصلی ساحل غربی در نورث‌همپتون‌شرساخته شده‌بود.

دالان ترابری یا کریدور ترابری ناحیه‌ای سراسر خطی‌شکل که بسته به حالت‌های گوناگون ترابری که در مسیری مشترک قرار دارد تعیین می‌گردد: بزرگراه، ریلی، عمومی. اغلب پیرامون دالان‌های ترابری توسعه ایجاد می‌شود، چراکه افراد بسیاری از طریق این مسیرها جابه‌جا می‌شوند و این موجب شکل‌گیری تراکم‌های نواری‌شکل مانند نوار لاس‌وگاس یا بسیاری از ناحیه‌های خرد خطی‌شکل دیگر می‌شود.
یک بررسی و فراتحلیل پژوهشی دربارهٔ دالان‌های ترابری در در سال ۲۰۱۹ م. نشان داد که اینها رفاه اقتصادی را بهبود می‌بخشد اما اثرهای نامطلوبی در محیط زیست دارد.

## پی‌نوشت و منبع‌ها
1. ↑  «دالان» [حمل‌ونقل درون‌شهری-جاده‌ای] هم‌ارزِ «کریدور» (به انگلیسی: corridor)؛ منبع: گروه واژه‌گزینی. دفتر سوم. فرهنگ واژه‌های مصوب فرهنگستان. تهران: انتشارات فرهنگستان زبان و ادب فارسی. شابک ۹۶۴-۷۵۳۱-۵۰-۸ (ذیل سرواژهٔ دالان)
2. ↑  Roberts, Mark; Melecky, Martin; Bougna, Théophile; Xu, Yan (Sarah) (2019). "Transport corridors and their wider economic benefits: A quantitative review of the literature". Journal of Regional Science (به انگلیسی). 0 (2): 207–248. doi:10.1111/jors.12467. ISSN 1467-9787. {{cite journal}}: |hdl-access= requires |hdl= (help)